# Maria Guyomar de Pinha
Maria Guyomar de Pinha, född 1664, död 1728, var en thailändsk kock. Hon är känd för sitt bidrag till det thailändska köket, främst för sina desserter, bland dem de äggbaserade sötsakerna foi thong och sangkhaya, som inspirerats av det portugisiska köket. 
Maria Guyomar de Pinha var dotter till Ursula Yamada, som tillhörde en japansk-kristen flyktingkoloni i Ayutthaya (Thailand), och portugis-indiern Fanik Guyomar från Goa. Hon gifte sig 1682 med den grekiske äventyraren Constantine Phaulkon, med vilken hon fick flera barn. Paret hade en inflytelserik roll vid det thailändska hovet och var allierade med fransmännen genom det Franska Ostindiska Kompaniet. Under 1688 års siamesiska revolution dödades maken medan hon sökte skydd hos fransmännen. Fransmännen utlämnade henne dock till kung Phetracha, som gjorde henne till slav i palatsköket. Där arbetade hon sig dock upp i graderna och nådde sådan framgång att hon slutade som chef för kökspersonalen. 